# 茨城県道237号花室牛久線

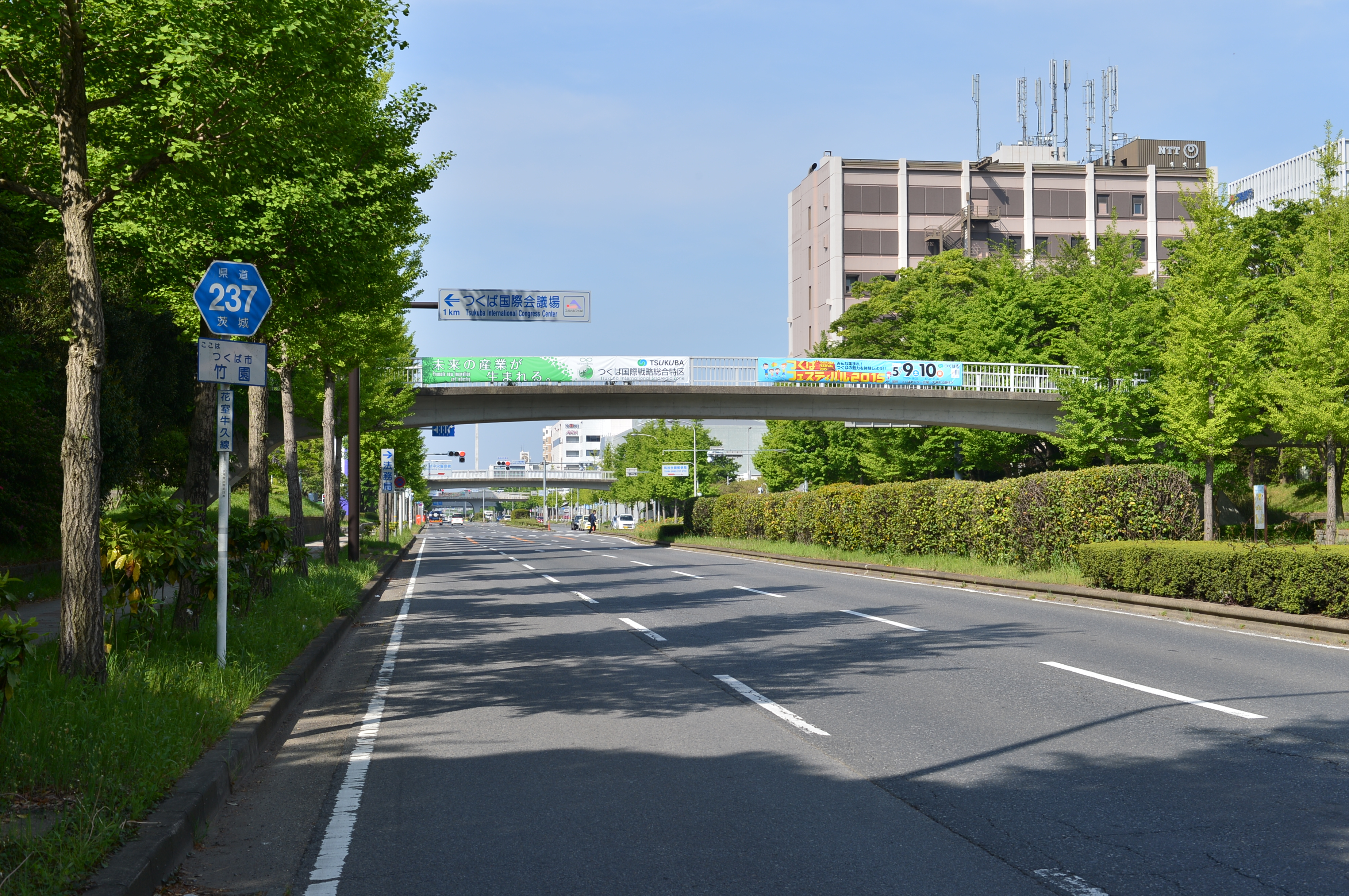
茨城県道237号花室牛久線
つくば市竹園一丁目（2015年5月）
筑波研究学園都市を東西に横断するこの通りは、通称土浦学園通り（土浦学園線）とよばれる。

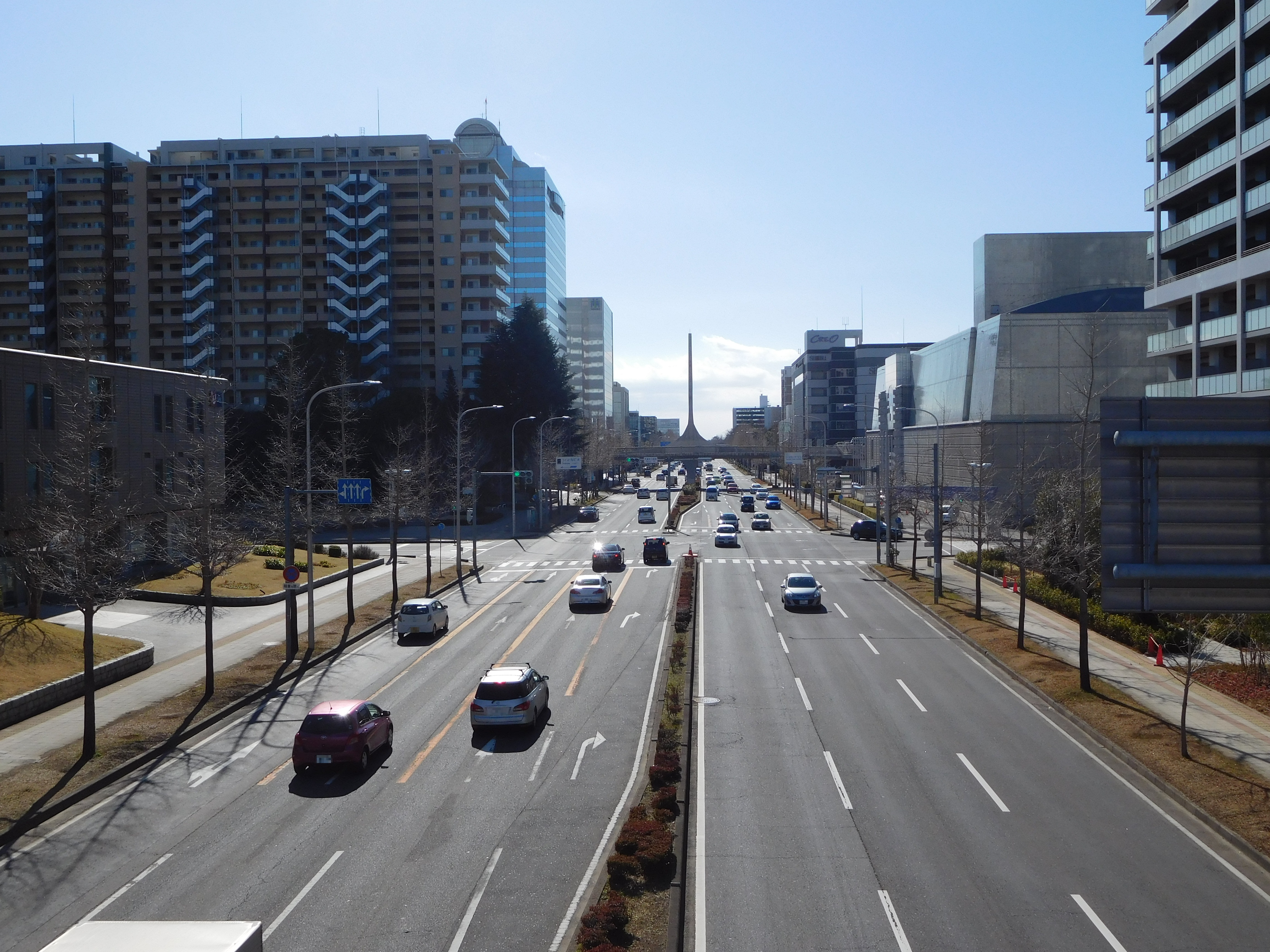
つくば市吾妻一丁目・竹園一丁目（2017年3月）

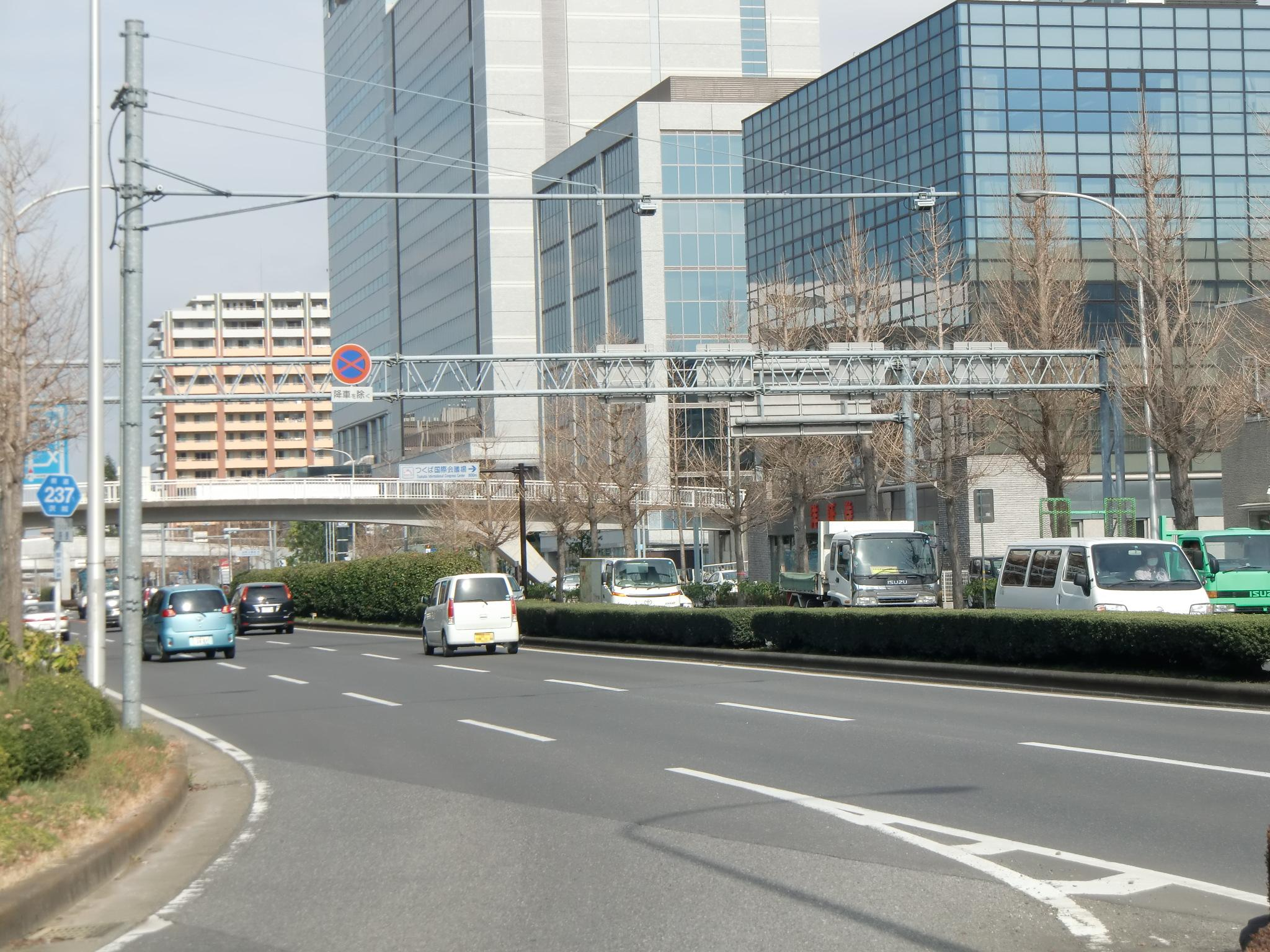
つくば市吾妻一丁目・東新井（2011年3月）

茨城県道237号花室牛久線（いばらきけんどう237ごう はなむろうしくせん）は、茨城県つくば市の学園東交差点を起点とし、同県牛久市の学園都市南入口交差点を終点とする一般県道である。

## 概要
つくば市の幹線道路の一つである土浦学園線の中心市街地を占め、単独区間部分では片側3車線が確保されている。学園東交差点・学園西交差点では左折専用レーンがあること、右折レーンに長い列ができていること、路上駐車も見られることなどから時に渋滞が見られ、事故も多い区間である。学園西交差点以降は全線が国道408号との重複であり、単独区間はつくば市中心部の1キロメートル (km) 程である。

### 路線データ
- 起点：茨城県つくば市 学園東交差点（土浦学園線・学園東大通りの交点）
- 終点：茨城県牛久市猪子町810の1（国道6号交点＝学園都市南入口交差点）[1][2]
- 総延長：2.217 km[3]
- 重用延長：1.243 km[3]
- 未供用延長：なし[3]
- 実延長：0.974 km[3]
- 自動車交通不能区間延長[注釈 1]：なし[3]

## 歴史
かつて東京都心に集中していた官庁機関のうち、研究施設や大学などの付属機関を筑波山麓に移転して新都市を建設する国家プロジェクト、筑波研究学園都市建設に伴う学園都市中心市街地へのアクセス道路となる都市計画道路 土浦学園線および、牛久学園線を県事業として整備することから、1972年（昭和47年）8月3日、新たな県道として県道土浦筑波線とともに一般県道花室牛久線として認定された路線である。1977年（昭和52年）9月に全線開通。1995年（平成7年）の茨城県道の路線再編に際し、整理番号の改編が行われ、整理番号237となり現在に至る。 

### 年表
- 1972年（昭和47年）8月3日
  - 新規路線として県道花室牛久線（整理番号393）が認定される[4]。
  - 道路区域を、新治郡桜村大字花室 - 稲敷郡牛久町大字猪子（延長10.6 km）に指定[1][2]。
- 1977年（昭和52年）9月1日：筑波郡谷田部町大字榎戸（国道354号・榎戸交差点） - 稲敷郡牛久町大字猪子（国道6号・学園都市南入口交差点）が開通[5]。
- 1979年（昭和54年）3月12日：筑波郡谷田部町大字東新井（学園西交差点） - 松代交差点 - 稲敷郡牛久町大字猪子（終点・国道6号）の区間の両側歩道と片側車線植樹帯を整備供用開始[6]。
- 1982年（昭和57年）4月1日：学園西交差点（学園西大通り） - 終点・学園都市南入口交差点（国道6号）の区間が、一般国道408号に指定され同国道と重用となる[7]。
- 1995年（平成7年）3月30日：整理番号393から現在の番号（整理番号237）に変更される[8]。

## 路線状況
起点で学園東大通り交点でもある学園東交差点から、国道408号と重複する松代交差点までの区間は6車線で、それ以外の部分（牛久学園通り）は4車線である。6車線区間でもっとも歩道寄りの左車線は、学園東大通り交点（学園東交差点）と学園西大通り交点（学園西交差点）の主要2交差点では左折専用レーンである。筑波研究学園都市の南玄関口から中心部までを横断する主要幹線道路であり、交通量はとても多い。
道路法の規定に基づき、つくば市竹園（学園東交差点） - 同市吾妻（学園西交差点）間は、緊急輸送道路として機能を維持するため、災害発生時の被害拡大防止を目的に道路用地内に電柱を建てることが制限されている。

### 通称
- 土浦学園通り
土浦市中心部から筑波研究学園都市を結ぶ通称土浦学園線ともよばれる通りで、つくば市の学園東大通りの学園東交差点（起点） - つくば市松代の松代交差点までが本路線に指定される。学園西交差点（学園西大通り）から松代交差点（牛久学園通り交点）までの区間は、国道408号と重複する。全線6車線。
- 牛久学園通り
つくば市松代の松代交差点 - 牛久市猪子町の学園都市南入口交差点までの国道408号重複区間の別称。全線4車線。

### 重複区間
- 国道408号（つくば市東新井 学園西交差点 - 牛久市猪子町 終点・学園都市南入口交差点）
- 茨城県道19号取手つくば線（つくば市東新井 学園西交差点 - 同市松代 松代交差点）
- 茨城県道123号土浦坂東線（つくば市東新井 学園西交差点 - 同市松代 松代交差点）

## 地理

### 通過する自治体
- 茨城県
  - つくば市 - 牛久市

### 交差する道路
- 茨城県道24号土浦境線・茨城県道55号土浦つくば線（つくば市竹園 / 吾妻 起点・学園東交差点）
- 国道408号・茨城県道123号土浦坂東線・茨城県道244号妻木赤塚線（つくば市東新井/ 吾妻 学園西交差点）
- 国道408号・茨城県道123号土浦坂東線（つくば市松代 松代交差点）
- 国道354号（つくば市榎戸 榎戸交差点）
- 国道6号牛久土浦バイパス（つくば市西大井 大井北交差点）
- 茨城県道202号館野牛久線（牛久市猪子町 はんの木台交差点）
- 国道6号（牛久市猪子町 学園都市南入口交差点）

### 沿線
- つくばセンタービル（つくば市吾妻1丁目）
- つくば三井ビルディング（つくば市竹園1丁目）
- つくばクレオスクエア（つくば市吾妻1丁目）
- 果樹研究所（つくば市藤本）
- 動物衛生研究所（つくば市観音台3丁目）
- 農業環境技術研究所（つくば市観音台3丁目）
- 理化学研究所つくば研究所（つくば市高野台3丁目）
- 畜産草地研究所（つくば市池の台）
- 森林総合研究所（つくば市松の里）
- 牛久愛和総合病院（牛久市猪子町）